# Tlaxcala de Xicohténcatl
Tlaxcala, popularmente e comumente assim chamada, e oficialmente denominada Tlaxcala de Xicohténcatl, é um município e cidade mexicana, que serve de cabecera municipal, isto é, serve como sede municipal do mesmo; além de ser também a capital do estado de Tlaxcala, o menor estado em área territorial, e a 31ª menor dentre as 32 entidades federativas do país, exceto o Distrito Federal. Sua população, segundo o censo nacional realizado pelo INEGI em 2020, é de 99.896 habitantes, o que faz desta a menor das 31 capitais estaduais do país (32 se contarmos a Cidade do México), tanto em área territorial (rural e urbana) bem como em população, e até este ano, a única que ainda não havia atingida a cifra de cem mil habitantes. Pelo fato de ser a capital do estado, faz com que esta seja sua principal e maior cidade, bem como, a cidade e município mais populoso. O município também é um dos mais extensos em área territorial e sede da única região metropolitana do estado, a região metropolitana de Tlaxcala-Apizaco.

## Nome
Tlaxcala é uma cidade com um grande acervo de história; também possui uma riqueza natural inigualavelmente bela. A palavra Tlaxcala provém do náhuatl Tlaxcalli que quer dizer tortilha, mais que ao combinar com a terminação tlān que denota "lugar de" forman Tlaxcallān, o substantivo passa a significar "lugar de tortillas". O Xicohténcatl é em honra ao herói tlaxcalteca que lutou contra a invasão da Espanha.

## Cidades-irmãs
- Salé, Marrocos
- Villa de Álvarez, Colima.